# Théorie algébrique des nombres
 (octobre 2013).
Si vous disposez d'ouvrages ou d'articles de référence ou si vous connaissez des sites web de qualité traitant du thème abordé ici, merci de compléter l'article en donnant les références utiles à sa vérifiabilité et en les liant à la section « Notes et références ».
En mathématiques, la théorie algébrique des nombres est la branche de la théorie des nombres utilisant des outils issus de l'algèbre. Son origine est l'étude des nombres entiers et particulièrement les équations diophantiennes. Pour en résoudre certaines, il est utile de considérer d'autres entiers, dits algébriques. Un exemple est donné par le théorème des deux carrés de Fermat utilisant les entiers de Gauss.
Ces ensembles sont équipés de deux lois — une addition et une multiplication — qui vérifient les mêmes propriétés élémentaires que les entiers relatifs : on parle d'anneaux. En particulier, certains d'entre eux disposent d'une division euclidienne. Les résultats classiques de l'arithmétique des entiers naturels s'appliquent encore : lemme d'Euclide, identité de Bézout ou encore théorème fondamental de l'arithmétique. Une structure est particulièrement utilisée, celle de l'anneau quotient ℤ/nℤ composée de congruences sur les entiers. Elle est à l'origine d'une branche de la théorie algébrique des nombres : l'arithmétique modulaire.
Tous les ensembles de cette nature n'admettent pas une division euclidienne. Il existe parfois plusieurs décompositions en facteurs premiers. Cette spécificité amène à étudier de manière générale les propriétés de ces structures. Si l'ensemble choisi n'est pas trop vaste, c'est-à-dire qu'il existe un entier n tel que tout élément de l'ensemble est racine d'un polynôme dont le degré ne dépasse pas n, il existe une famille de propriétés toujours vérifiées. De telles structures sont appelées anneaux de Dedekind.[pas clair] L'étude de ces structures est appelée « théorie algébrique classique des nombres ».
Une autre structure est utile, elle correspond au plus petit ensemble contenant celui des entiers algébriques considérés tel que tous les éléments non nuls admettent un inverse pour la multiplication. La structure porte le nom de corps commutatif, il s'obtient par une démarche de la même nature que celle qui permet de construire les nombres rationnels, on parle de corps des fractions. Ces ensembles dont les éléments sont appelés nombres algébriques sont l'objet d'une théorie dite de Galois.
Des théories mathématiques avancées – comme la cohomologie galoisienne, la théorie des corps de classes, la théorie des représentations d'un groupe fini et les fonctions L – permettent d'étudier les propriétés fines de ces classes de nombres. De nombreuses questions en théorie des nombres sont étudiées    modulo p pour tous les nombres premiers p (voir les corps finis). Ce procédé  est appelé localisation et conduit à la construction des nombres p-adiques ; l'étude des corps locaux emploie les mêmes techniques que celle décrite précédemment des corps de nombres. Elle est même en fait beaucoup plus simple, et les résultats sur les corps de nombres sont souvent déduits de ceux sur les corps locaux : c'est le principe local-global.

## Arithmétique élémentaire
Résoudre des équations diophantiennes, c'est-à-dire des équations à coefficients entiers et dont les solutions recherchées sont entières est une question qui fascine l'humanité depuis l'Antiquité. Ainsi, les Éléments d'Euclide expliquent comment construire des carrés parfaits dont la somme est encore un carré parfait.
Les propriétés et théorèmes utilisés pour résoudre de telles équations sont tout d'abord relativement simples. Ils dérivent tous plus ou moins directement de la division euclidienne dans l'anneau ℤ des entiers relatifs. Les premiers résultats sont le lemme d'Euclide, l'identité de Bézout et le théorème fondamental de l'arithmétique qui indique que tout nombre entier positif se décompose de manière unique en produit de nombres premiers.
Ces théorèmes permettent de démontrer une série de résultats, comme le dernier théorème de Fermat pour n égal à 2 ou à 4, ou le petit théorème de Fermat ou celui de Wilson. Pour aller plus loin, il devient nécessaire de comprendre plus précisément la relation entre la multiplication de deux nombres et le reste du produit par une division euclidienne. Par exemple, résoudre le théorème des deux carrés de Fermat demande de déterminer la liste des nombres premiers p tel qu'il existe un entier naturel n où n2 + 1 est un multiple de p. Le petit théorème de Fermat est un résultat fournissant des informations de cette nature, il est utilisé pour résoudre de façon élémentaire la question des deux carrés ou étudier la primalité d'un entier (c'est-à-dire pour permettre de savoir si un nombre est premier ou non). On en trouve un exemple pour l'étude des nombres de Fermat.

## Arithmétique modulaire
Si l'équation devient plus difficile, comme la recherche de solutions entières de l'équation x2 + 2y2 = p avec p un nombre premier, les techniques précédentes imposent des calculs de plus en plus astucieux et complexes. Dans certains cas, comme pour la loi de réciprocité quadratique, aucune solution n'est trouvée au XVIIIe siècle par les grands arithméticiens qui se penchent sur la question : Leonhard Euler, Joseph-Louis Lagrange et Adrien-Marie Legendre.
La technique qui, finalement, en vient à bout consiste à étudier des nouveaux nombres et surtout les propriétés structurelles que possèdent leurs ensembles munis de l'addition et de la multiplication. Un de ces ensembles est composé des restes (entiers de 0 à p) de la division euclidienne d'un entier par p, si p est un nombre premier. Pour la multiplication (cf. l'article « Anneau ℤ/nℤ »), les entiers de 1 à p – 1 forment un groupe cyclique. L'étude de ce groupe permet de venir à bout de la loi de réciprocité quadratique.

## Théorie algébrique classique des nombres

### Entier algébrique
Une autre famille d'ensembles s'avère utile, ceux de la forme a + ξb ou a et b sont des entiers et ξ une solution d'une équation du second degré.[pas clair] Pour certaines valeurs de ξ comme i l'unité imaginaire, j une racine cubique primitive de l'unité dans les nombres complexes ou (1 + √5)/2, il est possible de définir une division euclidienne, c'est-à-dire que ce sont des anneaux euclidiens. L'étude de ces nombres permet de résoudre des questions comme le dernier théorème de Fermat pour n égal à 3 ou 5.
Pour définir de manière générale ces ensembles, il est utile de considérer le plus petit ensemble K contenant les nombres rationnels, toutes les racines d'un polynôme à coefficients rationnels et stable pour l'addition et la multiplication. Une telle structure est appelée corps de décomposition du polynôme. L'anneau considéré, souvent noté OK est celui des éléments de K qui sont aussi racines d'un polynôme à coefficients entiers et dont le monôme de plus haut degré possède un coefficient égal à 1. Ces nombres sont dits « entiers algébriques ». Ces deux structures sont un peu analogues aux rationnels et entiers relatifs. Le deuxième ensemble OK possède des éléments qui n'ont pas d'inverse pour la multiplication, à part quelques exceptions comme 1 et –1 pour les entiers relatifs. Ces exceptions forment une structure multiplicative appelée groupe des unités. Le corps K peut être vu comme composé de fractions d'entiers algébriques et tout élément non nul possède un inverse pour la multiplication. Un corps quadratique correspond à une incarnation des plus simples de cette situation, le polynôme est de degré 2. Sa fermeture algébrique ne ressemble pas toujours à ℤ. Deux obstructions éloignent la nouvelle structure de la configuration d'origine.
L'ensemble des éléments inversibles de OK peut devenir vaste. Un exemple est donné par l'étude des entiers de ℚ(√5) dont le groupe des unités est infini. Pour tous ces éléments, les outils comme le lemme d'Euclide, l'identité de Bézout ou la décomposition en facteurs premiers s'avèrent inopérants. Dirichlet parvient à élucider la structure de ce groupe à travers le théorème dit des unités de Dirichlet. Pour les corps quadratiques, cette difficulté se traduit par l'équation de Pell-Fermat.
La deuxième obstruction provient du fait qu'il n'existe plus assez de nombres premiers pour assurer une décomposition unique. Par exemple dans l'anneau ℤ[i√5] des entiers de ℚ(i√5), le nombre 6 admet deux factorisations différentes :
Pourtant aucun des quatre entiers algébriques utilisés ne contient de diviseurs autres qu'eux-mêmes et 1 (à un facteur du groupe des unités près). Un contournement est imaginé par Ernst Kummer, il propose d'adjoindre des « nombres idéaux (en) » pour obtenir à nouveau une factorisation unique. Plus tard, Richard Dedekind formalise la notion d'idéal généralisant cette idée à tous les anneaux. Les fermetures algébriques possèdent un jeu de propriétés formalisé par les axiomes définissant la notion d'anneau de Dedekind. Pour une telle structure, à chaque nombre est associé son idéal, qualifié de principal et il existe des idéaux qui ne sont  associés à aucun nombre. Les idéaux disposent d'une addition et surtout d'une multiplication. De même que les entiers se généralisent en nombres rationnels, la définition d'un idéal s'étend à celle d'idéal fractionnaire qui possède un inverse s'il est non nul. Cette généralisation confère une structure de groupe multiplicatif à l'ensemble. Le groupe des idéaux fractionnaires possède un sous-groupe particulier, celui des idéaux fractionnaires principaux, correspondant aux vrais nombres de K. Le quotient du groupe par ce sous-groupe, opération analogue à celle utilisée en arithmétique modulaire, permet de mesurer le volume des nombres premiers manquants. Le théorème permettant de contourner la deuxième obstruction décrit une propriété de ce groupe quotient, appelé groupe des classes d'idéaux. Il possède un nombre fini d'éléments.

### Théorie classique de Galois
D'autres questions, ne portant pas sur les nombres entiers, imposent une généralisation de la notion de nombre. La diagonale d'un carré de côté de longueur un ne s'exprime pas comme une fraction. Elle amène à l'étude d'un nouveau nombre, initialement perçu comme une longueur et égale à la racine carrée de deux. De manière plus générale, l'étude des équations polynomiales introduit des nombres comme l'unité imaginaire ou des racines nièmes de rationnels, appelées radicaux. Certaines méthodes comme celles de Cardan ou de Ferrari permettent la résolution par radical de toute équation de degré strictement inférieur à cinq.
Un nombre algébrique est défini comme une racine d'un polynôme. Évariste Galois étudie les propriétés de symétrie de telles racines et met en évidence l'existence d'un groupe fini dit de Galois. En terme moderne, le cadre d'étude est celui d'une extension finie L d'un corps K, c'est-à-dire d'un corps L contenant un corps K et de dimension finie s'il est considéré comme un espace vectoriel sur K. Le groupe de Galois est le groupe des automorphismes de L laissant K invariant. Un exemple est donné par le plus petit corps contenant toutes les racines d'un polynôme ainsi que ses coefficients. Le groupe de Galois permet une expression générale du théorème d'Abel donnant une condition nécessaire et suffisante pour qu'une équation soit résoluble par radicaux.
La théorie classique de Galois s'appuie sur deux théorèmes, celui de l'élément primitif et celui dit fondamental. Le premier suppose une propriété sur le polynôme minimal d'un élément a de L. Le polynôme minimal de a est le polynôme à coefficients dans K de plus petit degré, unitaire et admettant a pour racine. La théorie montre que dans une extension finie, un tel polynôme existe toujours. Une configuration fréquente indique qu'un polynôme minimal n'admet jamais de racine multiple. Si tel est le cas, l'extension est dite séparable. Le théorème de l'élément primitif indique qu'une extension finie séparable contient toujours un élément p, dit primitif tel que L est le plus petit corps contenant K et p. Si l'extension est séparable et si le groupe de Galois contient autant d'éléments que la dimension de L en tant qu'espace vectoriel, l'extension est dite galoisienne. Dans une telle extension, les sous-corps de L contenant K sont en bijection avec les sous-groupes du groupe de Galois. L'analyse des propriétés de cette bijection est le contenu du théorème fondamental de cette théorie.
Cette approche structurelle, souvent considérée comme l'origine de l'algèbre moderne, dépasse le cadre de l'étude de la résolution d'équations polynomiales. Avant les travaux de Galois, Carl Friedrich Gauss avait compris certains éléments de la théorie, ce qui lui permet de trouver un nouveau polygone régulier constructible à la règle et au compas. Il contient dix-sept sommets (cf. l'article « Théorème de Gauss-Wantzel »). La théorie classique des entiers algébriques utilise fréquemment les outils de cette théorie. Le calcul de grandeur comme la norme d'un entier ou le discriminant d'un anneau peut s'exprimer à l'aide du groupe de Galois. Cette propriété est à l'origine de nombreuses démonstrations comme celle du théorème des unités de Dirichlet.